# Radość (cnota)
Radość – chrześcijańska cnota, polegająca na drobnym wysiłku, by opanować szorstkość w zachowaniu, by uniknąć niegrzecznego słowa, aby się uśmiechać, kiedy jesteśmy zmęczeni lub brak nam siły. Radość jest owocem miłości. Radość to także jeden z owoców Ducha Świętego.
Radości nie należy bowiem mylić z przelotnym doznaniem zaspokojenia i przyjemności, które często upaja zmysły i uczucia, później jednak pozostawia w sercu niedosyt, a czasem gorycz. Radość rozumiana po chrześcijańsku jest o wiele trwalsza i przynosi głębsze ukojenie: (...) w pewnym sensie jest «cnotą», którą należy rozwijać.
Św. Josemaria pisał: "Prawdziwa cnota nie jest nigdy smutna i przykra, przeciwnie, jest uprzejmie radosna". (Droga, 657)